# Il grande ricatto
Il grande ricatto è l'episodio n. 22 della serie a fumetti Diabolik. Venne pubblicato in Italia a ottobre 1964, scritto da Angela e Luciana Giussani e disegnato da Enzo Facciolo. Vi esordì uno dei comprimari principali della serie, Altea di Vallenberg, che diverrà poi amante dell'ispettore Ginko e personaggio ricorrente nella serie.

## Trama
Il Beglait è disposto a pagare un enorme riscatto per riavere i gioielli della Corona rubati precedentemente da Diabolik (nell'albo n. 20, "Gioielli di Sangue"). L'ispettore Ginko si reca in incognito nel Beglait per tendere una trappola al ladro e trova nella duchessa Altea un'inaspettata e valida alleata. I due finiranno con l'innamorarsi.